# Kennen Sie Deutschland?
Kennen Sie Deutschland? war eine dreiteilige Quizshow, die zwischen dem 4. und 18. Juni 2009 im Ersten ausgestrahlt wurde und sich mit der Geschichte der Bundesrepublik Deutschland befasste.
Das Preisgeld betrug 50.000 Euro, moderiert wurde die Show von Jörg Pilawa.

## Teams
In jeder Folge traten vier Prominente gegen vier Zuschauer an. Das Zuschauerteam war dabei immer eine Familie.
Die prominenten Kandidaten:
- Folge 1: Katarina Witt, Steffen Seibert, Thomas Hermanns, Sonya Kraus
- Folge 2: Peter Hahne, Sonja Zietlow, Pierre Littbarski, Wolfgang Tiefensee
- Folge 3: Christian Neureuther, Uwe Ochsenknecht, Jan Josef Liefers, Norbert Blüm

## Spielmodus

### Regeln
In jeder Show wurden zwei Epochen aus der deutschen Geschichte behandelt:
- Folge 1: Die 50er und 60er Jahre
- Folge 2: Die 70er und 80er Jahre
- Folge 3: Die 90er und 2000er bzw. die 90er bis heute

Pro Epoche spielten zwei Teammitglieder der Zuschauerfamilie gegen die zwei Mitglieder des Prominententeams. In jeder Spielrunde gab es acht Fragen, die jeweils bei richtiger Antwort 10 Punkte erbrachten. Pro Spielrunde waren daher maximal 80 Punkte zu erringen. Die Teams antworteten abwechselnd.
Die Teams wählten ihr Thema aus den vorgegebenen Themengebieten aus (u. a. „Mode“, „09.11.89“, „Weltmeisterschaften“ usw.), zu dem dann z. T. ein Einspielfilm gezeigt wurde. Anschließend wurde eine Multiple-Choice-Frage gestellt, d. h., es wurden drei Antwortmöglichkeiten vorgegeben, aus denen die Kandidaten die richtige auswählen mussten.
Wurde eine Epoche abgeschlossen, waren also alle acht gestellten Fragen beantwortet, wechselten die Teams ihre Kandidaten aus, so dass die anderen beiden Teammitglieder die zweite Epoche der Sendung spielten.
Punktetechnisch hatte die Vorrunde aber noch wenig Einfluss auf den Spielverlauf, da in der Finalrunde 550 Punkte zu vergeben waren und kleine Rückstände problemlos aufgeholt werden konnten.

### Finale
In der Finalrunde wurde in jeder Show die Entscheidung gefällt, welches Team das Preisgeld über 50.000 Euro gewann. Dabei galt ein anderer Punkteschlüssel als in der Vorrunde:
- Frage 1: 10 Punkte
- Frage 2: 20 Punkte
- Frage 3: 30 Punkte

…
- Frage 10: 100 Punkte

Im Finale trat von jedem Team ein Spieler im direkten Duell gegeneinander an. Dabei galt der „Buzzer-Modus“, d. h., die Spieler traten simultan gegeneinander an (anstatt nacheinander wie in der Vorrunde). Der Kandidat, der die Antwort auf die Frage des Moderators nennen konnte, musste den Buzzer betätigen, um antworten zu können. Dies hatte den Effekt, dass die Kandidaten schneller antworteten und weniger Zeit zum Nachdenken hatten.
Wer nach der 10. Frage die meisten Punkte erreicht hatte, gewann die Sendung und das Preisgeld.

## Sonstiges
- Jörg Pilawa trug in jeder Show einen Anzug oder ein Hemd, das spezielle Merkmale der jeweiligen Epoche aufwies. Deswegen erhielt die ARD nach der ersten Show viele E-Mails, Anrufe und Briefe, in denen die Auswahl dieses Anzuges kritisiert oder in Frage gestellt wurde.
- In der Finalrunde der ersten Show wurden alle 10 Fragen gestellt, in der zweiten Show nur die Fragen 1–9.
- In den bisher gesendeten Sendungen gewann jeweils die Zuschauerfamilie das Finale und das Preisgeld.
- „Kennen Sie Deutschland?“ war der Abschluss der Serie „60xDeutschland“ und reihte sich in die Quizserie der ARD am Donnerstagabend ein. Bisherige Quizshows dieser Serie sind das Star-Quiz mit Jörg Pilawa, Pilawas großes Geschichtsquiz und Pilawas große Weltreise.

## Weblink
- Offizielle Internetseite